# بهمن‌آباد (میانه)
بهمن‌آباد (میانه)، روستایی از توابع بخش کاغذکنان شهرستان میانه در استان آذربایجان شرقی ایران است.
گورستان بهمن آباد.  قبرستان بهمن آباد مربوط به دوره اشکانیان - دوره ساسانیان است و در شهرستان میانه، بخش کاغذ کنان، دهستان کاغذکنان شمالی، ۲۰۰ متری جنوب روستای بهمن آباد واقع شده و این اثر در تاریخ ۲۷ اسفند ۱۳۸۷ با شمارهٔ ثبت ۲۶۴۳۴ به عنوان یکی از آثار ملی ایران به ثبت رسیده است.
فهرست آثار ملی ایران - سازمان میراث فرهنگی، صنایع دستی و گردشگری
محمد علی سلیمی بهمن آباد

## جمعیت
این روستا در دهستان کاغذکنان شمالی قرار دارد و براساس سرشماری مرکز آمار ایران در سال ۱۳۸۵، جمعیت آن ۱۲۶ نفر (۳۷خانوار) بوده‌است.